# Assieu
Assieu település Franciaországban, Isère megyében. Lakosainak száma 1722 fő (2022. január 1.). Assieu Chalon, Saint-Romain-de-Surieu, Vernioz, Ville-sous-Anjou, Auberives-sur-Varèze, La Chapelle-de-Surieu, Cheyssieu, Monsteroux-Milieu és Roussillon községekkel határos.

## Népesség
A település népességének változása:
| Lakosok száma | 514  | 612  | 768  | 1178 | 1371 | 1376 | 1472 | 1586 | 1643 | 1722 |
|               | 1968 | 1982 | 1990 | 2006 | 2013 | 2015 | 2017 | 2019 | 2020 | 2022 |